# Africa Awards for Entrepreneurship
Africa Awards for Entrepreneurship (AAE) ist ein vom African Leadership Network (ALN) ausgelobter Wettbewerb, der seit 2007 durchgeführt wird und mit 200.000 US-Dollar dotiert ist. Ausgezeichnet werden Firmen oder Institutionen mit Sitz in einem afrikanischen Land, die durch besondere Innovation oder durch besonderes soziales Engagement auffallen.

## Beschreibung
Sponsor der Unternehmung ist das 2004 vom eBay-Gründer Pierre Omidyar gegründete, philanthropische Unternehmen Omidyar Network. Mit dessen Unterstützung konnten in den ersten sieben Jahren mehr als 290 Millionen Dollar an Finanzmitteln zwischen Profit-Unternehmen und Non-Profit-Organisationen ausgetauscht werden, mit dem der wirtschaftliche Fortschritt gefördert und eine individuelle Teilnahme über mehrere Investitionsbereiche, einschließlich der Mikrofinanzierung, Eigentumsrechte, Regierungstransparenz und Social Media ermöglicht wird. Malik Fal, Managing Director von Omidyar Network sagte zu den Preisträgern:

„Wir ehren jeden der Finalisten für ihre Entschlossenheit, ihren Mut und beeindruckenden Leistungen. Ihre Geschichten verkörpern unsere Suche nach Erfolgsgeschichten in Afrika, die entscheidend für die inspirierende und damit die nächste Generation von Unternehmern auf dem Kontinent sind. Omidyar Network ist stark auf die Stärkung unternehmerischer Ökosysteme Afrikas verpflichtet, um unsere Mission zu erreichen, positive soziale Auswirkungen in der Welt zu erkennen. Die Afrika-Auszeichnungen sind wichtig für den Aufbau einer robusten Unternehmenskultur hier in Afrika, die Anzahl, die Qualität und Vielfalt der Marktteilnehmer allein zeigt auf das immense Potenzial des Unternehmertums, um die langfristige Entwicklung Afrikas zu bewirken. (Übersetzung)“

## Preiskategorien
In fünf Kategorien werden die Preise vergeben:
- Lifetime Achievement Award Ehrung für die Lebensleistung eines Unternehmens und seine Unternehmenskultur.
- Transformational Business Award. Ehrung für bemerkenswerte Wirtschaftsführer, die bedeutende sozioökonomischen Auswirkungen in Afrika durch den Bau eines Geschäfts mit einem Umsatz von mehr als 50 Millionen $ geschaffen haben. 2013 vergeben an Interswitch Limited, Nigeria,  für den Aufbau von Finanzdienstleistungen zwischen Regierungen, Banken und andere mit diesen kooperierende Stellen[6]
- Outstanding Mature Business Award, ein mit 100.000 $ dotierter Preis für einen Wirtschaftsführer, der ein Unternehmen mit einem Umsatz zwischen 5 Millionen $ und 50 Millionen $ errichtet hat.
- Outstanding Small and Growing Business Award. 50.000 $ für ein bemerkenswertes junges afrikanisches Unternehmen mit einem Umsatz zwischen 500.000 $ und 5 Mio. $.
- Outstanding Social Entrepreneur Award. Der mit 50.000 $ ausgelobte Preis geht an eine Organisation, die sich durch sozioökonomische Entwicklung der einkommensschwachen Gemeinden in Afrika besonders verdient gemacht hat. Um förderfähig zu sein, muss die Organisation, die als Non-Profit- oder gewinnorientiert strukturiert ist, von einem afrikanischen Bürger gegründet oder derzeit ausgeführt werden und einen jährlichen Umsatz zwischen 150.000 $ und 2,5 Mio. $ im letzten Geschäftsjahr aufweisen. Besonders wichtig ist dabei der Fokus auf soziale Rendite.

## Liste der Preisträger
Kategorie Lifetime Achievement Award
2010 – Mellech Engineering & Construction Ltd., Kenia
2011 – Securico Security, Simbabwe
2012 – Richard Maponya, Südafrika
2013 – Manu Chandaria, Kenia
Kategorie Transformational Business Award
2010 – Planbuild Technical Services Ltd., Uganda (Anlagenbau)
2011 – Victoria Seeds, Uganda (Agribusiness)
2012 – Quality Chemicals Industries, Uganda (Pharma)
2013 – Interswitch Ltd., Nigeria (Informationstechnologie)
Kategorie Outstanding Mature Business Award
2010 – Sigma Electric PLC, Äthiopien (Elektroindustrie)
2011 – Chocolate City Group, Nigeria (Unterhaltung)
2012 – SecureID, Nigeria (Informationstechnologie)
2013 – QuantumNet, Gambia (Telekommunikation)
Kategorie Outstanding Small and Growing Business Award
2010 – Tutuka Software (Pty) Ltd., Südafrika (Informationstechnologie)
2011 – Unique Solutions, Gambia (Informationstechnologie)
0000 – Expand Technologies, Mauritius (Informationstechnologie)
2012 – La Laiterie du Berger, Senegal (Agribusiness)
2013 – Guanomad, Madagaskar (Agribusiness)
Kategorie Outstanding Social Entrepreneur Award
2010 – Wilkins Engineering Ltd., Ghana (Engineering)
2011 – Pepperoni Foods, Nigeria (Catering & Hospitality)
2012 – nicht vergeben
2013 – SDFA, Kenia (Energie)